# موانا پوتسی
موانا پوتسی (ایتالیایی: Moana Pozzi؛ زاده ۲۷ آوریل ۱۹۶۱ – درگذشته ۱۵ سپتامبر ۱۹۹۴) بازیگر پورنوگرافی اهل ایتالیا بود. از فیلم‌های او می‌توان به همسفر، آفرین به فک، پائولو روبرتو کوتکینو مهاجم میانی موفق و جنایت نفسانی اشاره کرد